# Stainztal
Stainztal è una frazione di 1 444 abitanti del comune austriaco di Stainz, nel distretto di Deutschlandsberg (Stiria). Già comune autonomo, il 1º gennaio 2015 è stato aggregato a Stainz assieme agli altri ex comuni di Georgsberg, Marhof, Rassach e Stallhof.